# Lellapere
Lellapere – wieś w Estonii, prowincji Rapla, w gminie Kehtna.